# Пус-Купі
Пус-Купі (англ. Pouce Coupe) — село в Канаді, у провінції Британська Колумбія, у складі регіонального округу Піс-Ривер.

## Населення
За даними перепису 2016 року, село нараховувало 792 особи, показавши зростання на 7,3%, порівняно з 2011-м роком. Середня густина населення становила 384,8 осіб/км².
З офіційних мов обидвома одночасно володіли 30 жителів, тільки англійською — 765. Усього 35 осіб вважали рідною мовою не одну з офіційних, з них 15 — одну з корінних мов, а 5 — українську.
Працездатне населення становило 70,2% усього населення, рівень безробіття — 13,8%.
Середній дохід на особу становив $48 266 (медіана $38 272), при цьому для чоловіків — $61 010, а для жінок $34 966 (медіани — $56 960 та $27 616 відповідно).
28,2% мешканців мали закінчену шкільну освіту, не мали закінченої шкільної освіти — 28,2%, 42,7% мали післяшкільну освіту, з яких 7,5% мали диплом бакалавра, або вищий.
| Статево-вікова структура населення | Статево-вікова структура населення | Статево-вікова структура населення | Статево-вікова структура населення | Статево-вікова структура населення |
| ---------------------------------- | ---------------------------------- | ---------------------------------- | ---------------------------------- | ---------------------------------- |
|                                    |                                    |                                    |                                    |                                    |
| Всього                             | Всього                             | 50,6%49,4%                         |                                    |                                    |
| 0 — 14 років                       | 0 — 14 років                       |                                    | 23,3%                              | 23,3%                              |
| 15 — 64 років                      | 15 — 64 років                      |                                    | 62,9%                              | 62,9%                              |
| 65 і більше                        | 65 і більше                        |                                    | 13,8%                              | 13,8%                              |
| 85 і більше                        | 85 і більше                        |                                    | 0,6%                               | 0,6%                               |
| Середній вік (років)               | Середній вік (років)               | 37,137,2                           | 37,1                               | 37,1                               |
| Медіана (років)                    | Медіана (років)                    | 36,835,4                           | 36,0                               | 36,0                               |
| — чоловіки — жінки                 |                                    |                                    |                                    |                                    |

| Походження мешканців:     | Походження мешканців:     | Походження мешканців: | Походження мешканців: | Походження мешканців: |
| ------------------------- | ------------------------- | --------------------- | --------------------- | --------------------- |
| Походження                |                           |                       | осіб                  | %                     |
| Корінні американці        | Корінні американці        |                       | 260                   | 32.91%                |
| Інше північноамериканське | Інше північноамериканське |                       | 340                   | 43.04%                |
| Європейське               | Європейське               |                       | 545                   | 68.99%                |
| британське                | британське                |                       | 355                   | 44.94%                |
| французьке                | французьке                |                       | 145                   | 18.35%                |
| українське                | українське                |                       | 45                    | 5.7%                  |
| Карибське                 | Карибське                 |                       | 15                    | 1.9%                  |

## Клімат
Середня річна температура становить 2,3°C, середня максимальна – 20,6°C, а середня мінімальна – -19,6°C. Середня річна кількість опадів – 475 мм.
| Клімат поселення                              | Клімат поселення | Клімат поселення | Клімат поселення | Клімат поселення | Клімат поселення | Клімат поселення | Клімат поселення | Клімат поселення | Клімат поселення | Клімат поселення | Клімат поселення | Клімат поселення | Клімат поселення |
| Показник                                      | Січ.             | Лют.             | Бер.             | Квіт.            | Трав.            | Черв.            | Лип.             | Серп.            | Вер.             | Жовт.            | Лист.            | Груд.            |                  |
| Середній максимум, °C                         | −6,39            | −3,32            | 2,38             | 10,68            | 16,59            | 20,58            | 20,60            | 19,74            | 14,88            | 8,82             | −1,47            | −7,04            |                  |
| Середня температура, °C                       | −13              | −9,93            | −4,24            | 4,06             | 9,96             | 13,96            | 15,81            | 14,95            | 10,09            | 4,02             | −6,27            | −11,8            |                  |
| Середній мінімум, °C                          | −19,62           | −16,56           | −10,85           | −2,55            | 3,35             | 7,34             | 11,02            | 10,17            | 5,30             | −0,78            | −11,06           | −16,62           |                  |
| Норма опадів, мм                              | 29               | 21               | 22               | 19               | 37               | 77               | 80               | 62               | 47               | 28               | 26               | 27               |                  |
| Середньомісячна швидкість вітру, м/с          | 2.80             | 2.80             | 3.10             | 3.40             | 3.50             | 3.30             | 2.91             | 2.80             | 3.10             | 3.33             | 2.91             | 2.90             |                  |
| Середньомісячна сонячна радіація, кДж/м²·день | 2514             | 5553             | 10925            | 16292            | 19635            | 21593            | 21127            | 17293            | 11291            | 6063             | 2865             | 1752             |                  |
| --------------------------------------------- | ---------------- | ---------------- | ---------------- | ---------------- | ---------------- | ---------------- | ---------------- | ---------------- | ---------------- | ---------------- | ---------------- | ---------------- | ---------------- |
| Джерело:                                      |                  |                  |                  |                  |                  |                  |                  |                  |                  |                  |                  |                  |                  |